# E69
E69 eller Europaväg 69 är en europaväg som går mellan Nordkap och Olderfjord i Finnmark fylke i norra Norge. Den möter E6 i Olderfjord. Vägen har en längd av 128 kilometer.
E69 är formellt stängd på vintern på den nordligaste delen Skarsvåg - Nordkap, normalt oktober - april, även om den ändå plogas vid fasta tillfällen om vädret tillåter. Vägen är landsväg, och bitvis relativt smal.
E69 vid Nordkap är den nordligaste vägen i världen som är ansluten till ett nationellt och internationellt vägnät. Det finns nordligare vägar, till exempel på Svalbard, men de går bara korta sträckor i anslutning till samhällen.
Längs E69 finns Nordkapstunneln, 6 875 m lång och 212 m under havsytan. Den var avgiftsbelagd fram till år 2012.. Det finns fler tunnlar, bland annat Honningsvågtunneln på 4 443 meter. Total tunnellängd på E69 är 14,9 km.

## Bilder

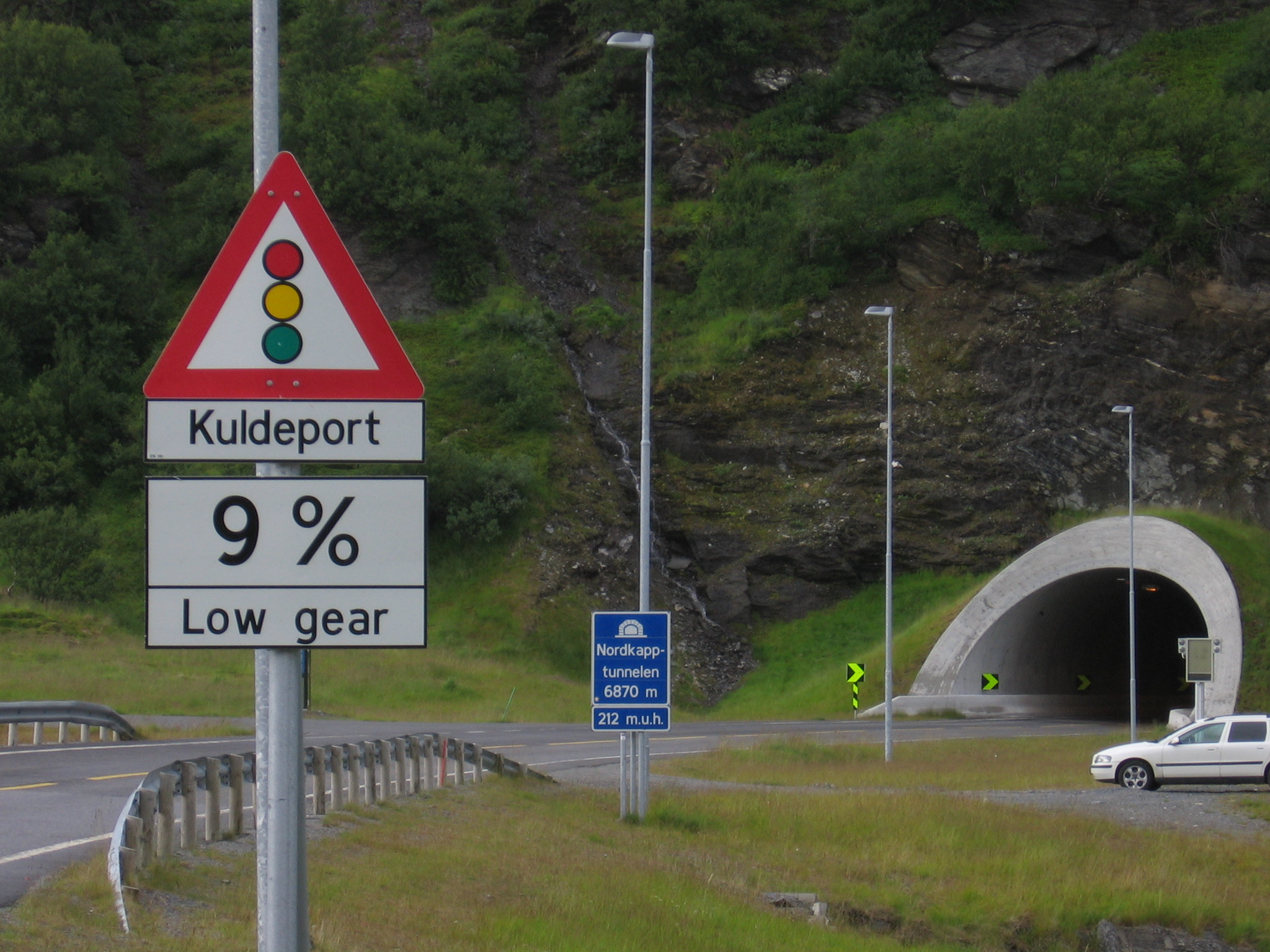
Nordkapptunneln.
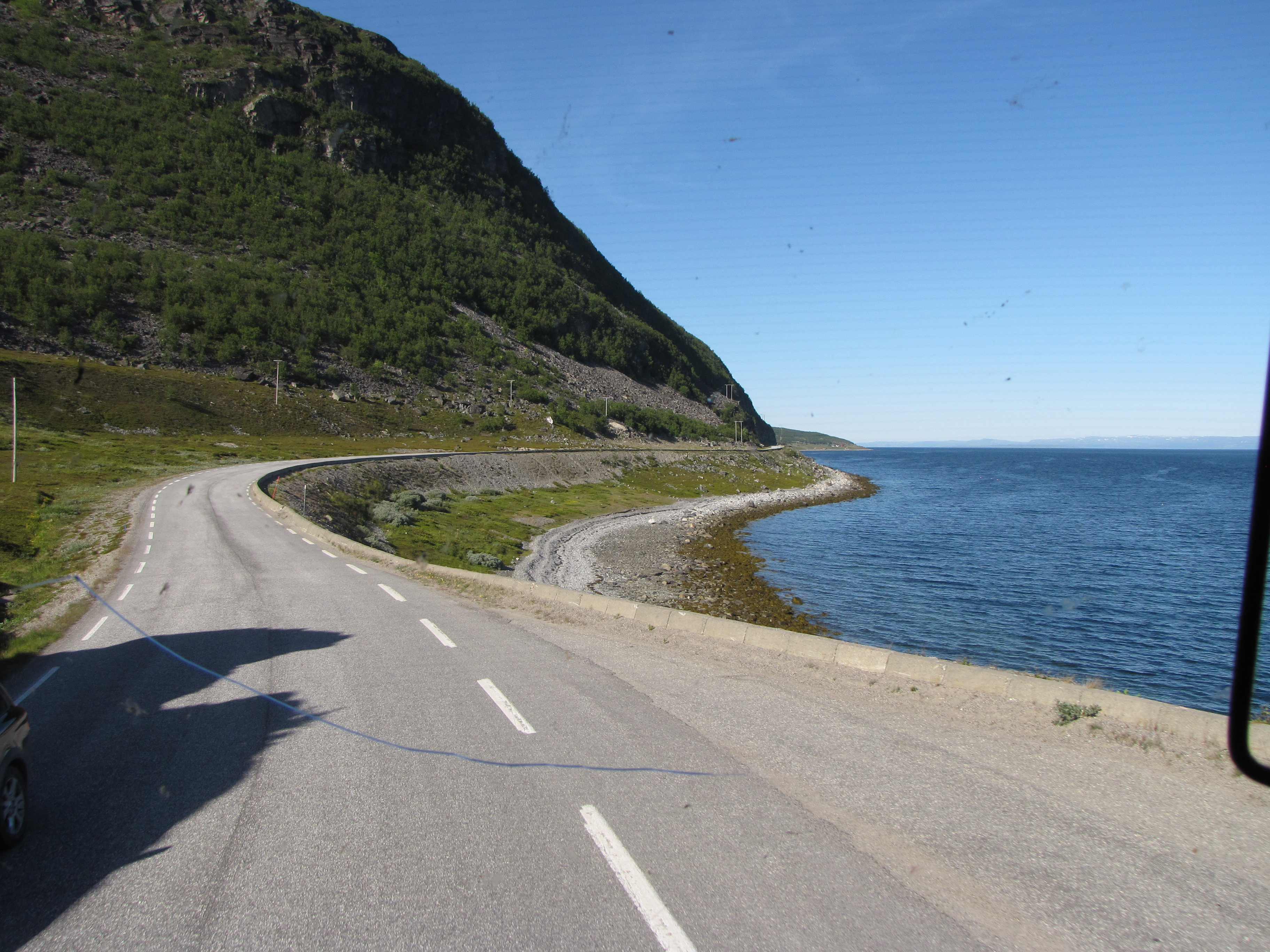
E69 vid Porsangerfjorden.
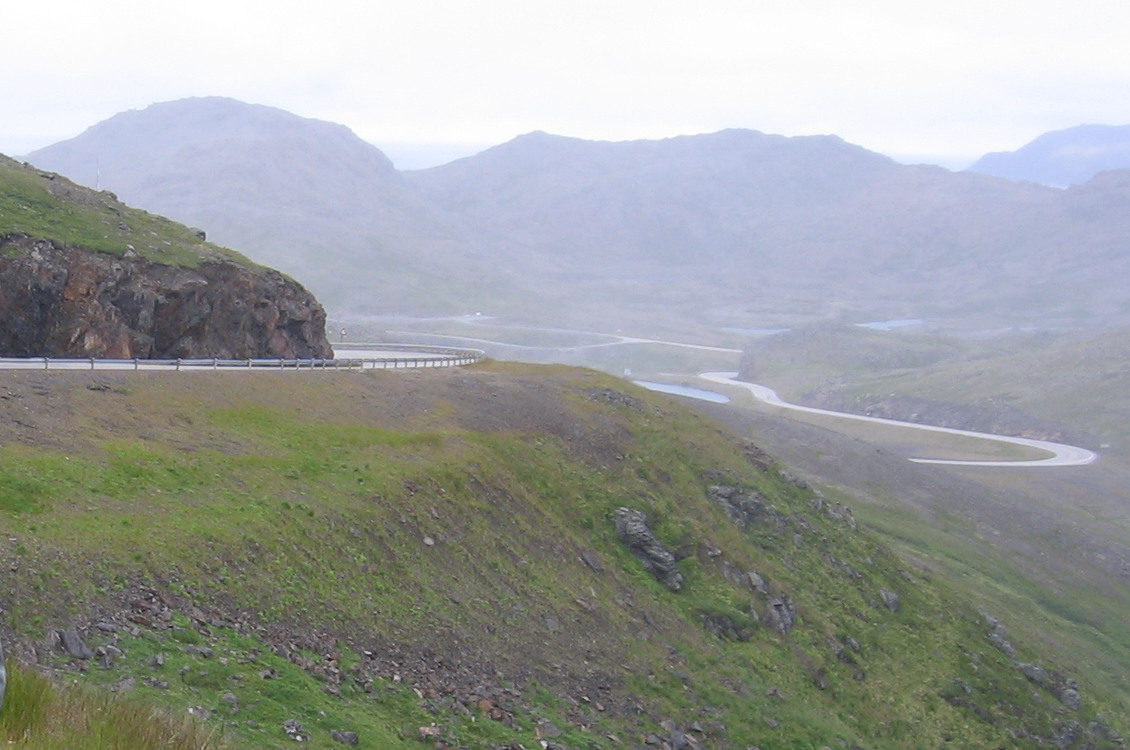
E69 på Magerøya.
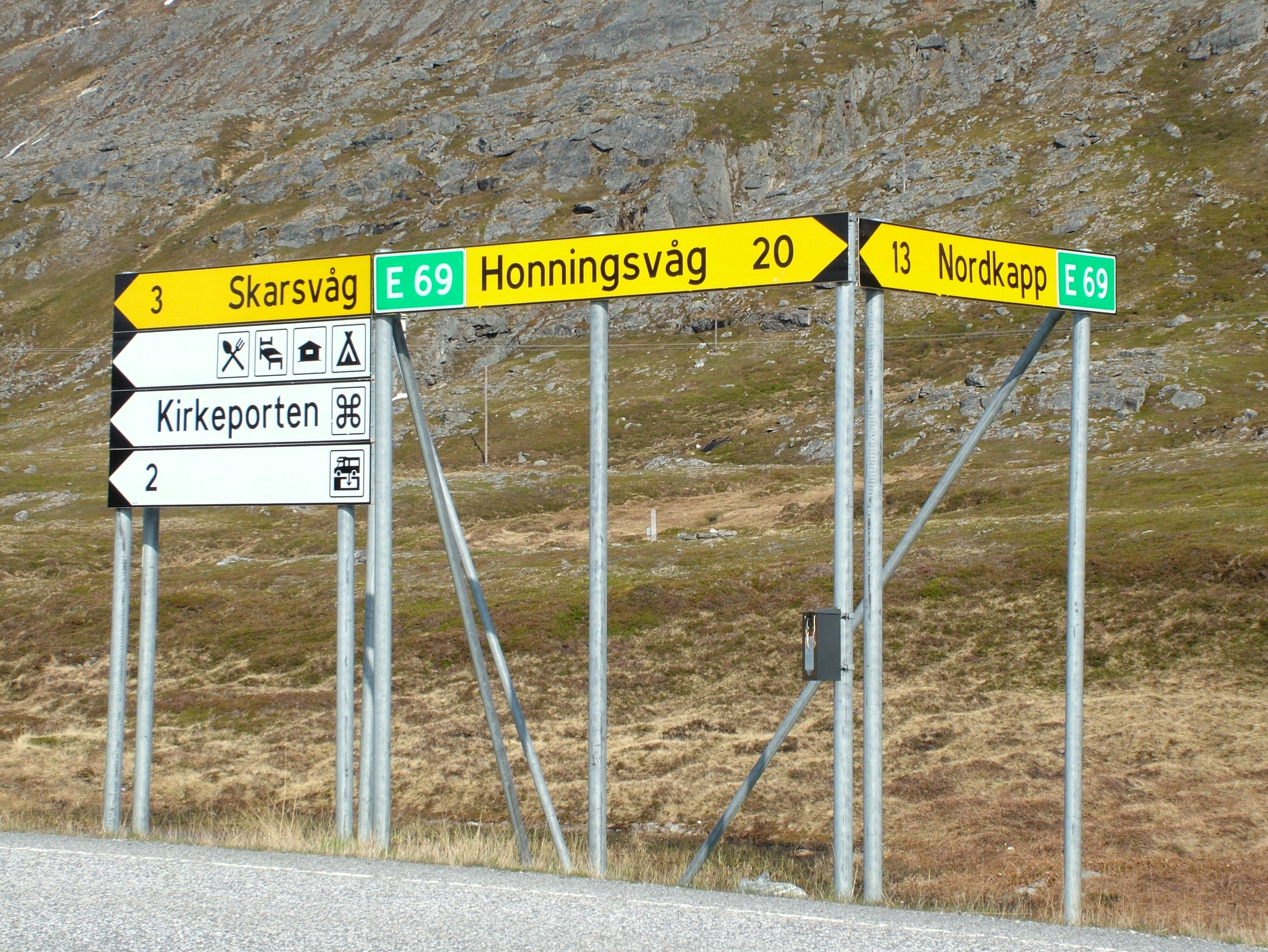
E69 nära Skarsvåg.